# Великолепна райска птица
Великолепната райска птица (Cicinnurus magnificus) е представител на семейство Райски птици (Paradisaeidae), разред Врабчоподобни (Passeriformes). Тя е разпространена в горите на Нова Гвинея и околните острови.

## Обща характеристика

### Разпространение
Ареалът на Великолепната райска птица обхваща средния планински пояс на Нова Гвинея с височина между 500 и 1000 м, до 1500 м. Тя е широко разпространена и за момента не се счита за застрашен от изчезване вид.

### Физически белези
Птицата е сравнително малка по размер. Мъжката достига на дължина между 19 и 26 см и тегло средно 194 гр. Размерът при женската е съответно дължина 19 см и тегло по-малко от 128 гр.
Мъжкият индивид има изключително сложно оперение. Гърдите му са оцветени в преливащи в зелено тонове, крилата са оранжево-червени, гърбът е лимонено жълт, коремът е кафяв до черен, главата е кафява, а вратът е обрамчен с жълти пера, по форма напомнящи яка. Крачетата са кобалтово сини, клюнът и достигащата до врата очна линия искрят в светло синьо. Късата му опашка завършва с две дълги и тънки, сърповидно извити синьо-зелени пера. В сравнение с него женската има семпло, маслено бежово до кафяво оперение. Крачетата, клюнът и очната линия също са сини.

### Начин на живот и хранене
Великолепната райска птица не е териториална. Често докато търси храна тя се присъединява към групи от своя или друг вид птици. Менюто ѝ включва основно плодове, цветя и насекоми.

## Поведение
Подобно на повечето членове от своето семейство, великолепната райска птица е полигамна. Мъжкият изпълнява сложен ритуал на ухажване, с който цели да впечатли женската. За изпълнение на своето представление той подготвя подходящо аранжирани сцена, подиум и трибуна. Сцената представлява разчистен отрязък земя, за подиум служи хоризонталния клон или ствол на някое паднало дърво, а трибуните – клони в близост до сцената, приканват дамите да заемат своите места за наблюдение. Птицата грижливо ги поддържа, като премахва нападалата шума и отстранява препречващите светлината и видимостта листата.
От ранни зори мъжкият каца върху подиума. В зависимост от сюжетното развитие на представлението, той използва пет различни звуци и напеви. Началото поставя със силни и интензивни крясъци, оповестяващи присъствието му. Щом привлече вниманието на женската следва сложна хореография. Самецът каца на предварително оголен филиз в близост до трибуната. Първа демонстрация - мъжкият издува гръдния си кош подобно на щит, зелените му пера проблясват в различни нюанси. Надава крясъци с които показва ярката жълто-зелена вътрешност на клюна си. Следваща демонстрация - наежва перата на тила си и те като голямо жълто ветрило обграждат главата му. Разперва оранжево-червените си крила, показва ярко оцветения си гръб. Разлюлява двете сърповидно извити пера на опашката така, че да трептят. Отново издува гръдния си щит и застива в тази поза за секунди, подканвайки женската да се приближи за да го огледа в пълното му великолепие. Бъде ли впечатлена, женската остава до края. Следва завъртане на 180 градуса, нов танц на колоритни цветове. Чифтосването е кратко, веднага след него птиците се разделят.

## Размножаване
Размножителният период при великолепна райска птица трае от юли до декември. Женската се чифтосва повече от един партньор. Тя изгражда гнездото си от мъхове, листа и други растителни влакна. Снася две жълтеникаво-кремави яйца. Храни малките с полусмляна храна, която повръща. Пиленцата проглеждат на шестия до седмия ден след излюпването, покриват се с пера след единадесетия ден. Стават напълно самостоятелни след тридесет и осем дни. Мъжките се считат за напълно развити след 3-6 години, когато двете сърповидни пера на опашката израснат напълно.

## Галерия
- Великолепна райска птица – мъжки екземпляр
- Сложно оперение, характеризиращо вида
- Демонстрация на зеления гръден „щит“
- Тъмнокафяво до чернено коремче
- Илюстрация от книгата The Malay Archipelago, 1869 г.